# Gare de Toulouse-Lalande-Église
Gare de Toulouse-Lalande-Église – przystanek kolejowy w Tuluzie, w dzielnicy Lalande, w departamencie Górna Garonna, w regionie Oksytania, we Francji.
Jest przystankiem kolejowym Société nationale des chemins de fer français (SNCF), obsługiwanym przez pociągi TER Midi-Pyrénées.